# بروداكتف مسلم
إنتاج المسلم هي شركة تدريب انتاجي، هذه المنظمة العملية وموقع الإلكتروني متخصص بتوفير المواد للأمة المسلمة تجمع بين تعاليم الإسلام والنصائح المتعلقة بالانتاجية المعاصرة، يديره فريق دولي من المتطوعين من مختلف البلدان منها السعودية، ماليزيا، مصر، المغرب.

## التاريخ
بدأ موقع ProductiveMuslim.com كمجلة شخصية الإلكتروني لمؤسسها محمد فارس، حيث سجل أفكاره حول الموضوعات التي تربط الإسلام بالإنتاجية، في يوليو 2008 تم إطلاق الموقع بدعم من فريق دولي من المتطوعين، نما الموقع وتحسن محتواه بمرور الوقت، في يوليو 2011 تم تسجيل ProductiveMuslim كشركة تحت اسم ProductiveMuslim 

## الموقع الإلكتروني
يحتوي الموقع على مقالات، مدونات صوتية، مقاطع فيديو لرسوم متحركة. بدأ الموقع في أكتوبر 2008، اليوم يوجد به مئات المقالات، تمثل المقالات دروساً مستخلصة من القرآن الكريم وسيرة النبي محمد  والتاريخ الإسلامي، باستخدام ادوات حديثة تؤدي إلى اسلوب حياة منتجة، المقالات مصنفك إلى ستة تصنيفات منها شهر *رمضان والإنتاجية، 
- الإسلام والإنتاج،
- التحفيز،
- الشعور بالأمل،
- العمل الجيد،
- مساعدة الآخرين،

كُتبت المقالات من قبل متطوعين مساهمين وخبراء الانتاجية ومحررون. 
اسُتخدم في الموقع (orange stickman) في فيديوهاته لاضافة علامة مميزة عليها.

## الموقع
موقع إنتاج المسلم لا يستند على مكان محدد وإنما على اللغة، فهو متوفر بثلاث لغات وهي العربية، الإنجليزية، الفرنسية. 

## التفاعل العام

### الندوات وورش العمل
قدم ندوات لمدة يومين في عدة دول بما في ذلك مصر، ماليزيا، المملكة العربية السعودية، وشملت المواضيع التي تم تناولها
- تعريف الإنتاجية،
- لماذا يجب على المسلم أن يكون منتجا،
- الرابط بين الإنتاجية والروحانية،
- إدارة مستويات الطاقة،
- الموازنة بين الأدوار المختلفة وبناء التركيز
- وانتاجية حياة الآخرة.

يتم تقديم الندوات عبر الإنترنت حيث يساهم الحضور عبر موقع ويب عبر الإنترنت إما من خلال الهواتف المحمولة أو سكايب أو أي وسيلة مماثلة. نظم فارس ورش عمل للشركات لتعليم الموظفين جوانب مختلفة للانتاجية في العمل مثل إدارة الوقت والإنتاجية الشخصية.

### محادثات
في عام 2011 ظهر فارس المؤسس في محادثة TEDx مدتها 8 دقائق، عقدت في المملكة العربية السعودية، حيث تحدث عن كيفية يعلم الإسلام للمسلمين الإنتاجية.

## الجوائز
فاز ProductiveMuslim بجوائز Brass Crescent عدة مرات. هي مسابقة سنوية حيث يصوت الزوار لأفضل مدونة على الإنترنت ذات طابع إسلامي في مختلف الفئات. 
في عام 2011، فاز إنتاج المسلم بفئة أفضل مدونة وفئة أفضل مدونة جماعية. 
وفي عام 2012، فاز موقع إنتاج المسلم بفئة أفضل مدونة جماعية. 
في عام 2013 فاز الموقع بجائزة أفضل مدونة جماعية.